# Шапошниковська сільська рада
Ша́пошниковська сільська рада (рос. Шапошниковский сельский совет) — сільське поселення у складі Первомайського району Оренбурзької області Росії.
Адміністративний центр — село Шапошниково.

## Населення
Населення — 654 особи (2019; 830 в 2010, 1127 у 2002).

## Склад
До складу сільської ради входять:
| Населений пункт       | Населення, осіб (2002) | Населення, осіб (2010) |
| --------------------- | ---------------------- | ---------------------- |
| Бакаушин, селище      | 114                    | 59                     |
| Вербовий Сирт, селище | 225                    | 168                    |
| Шапошниково, село     | 788                    | 603                    |